# 할레셰스 토어역
할레셰스 토어역(U-Bahnhof Hallesches Tor)은 베를린 프리드리히스하인크로이츠베르크구 크로이츠베르크에 있는 U1, U3, U6의 역이다. 과거 이 역 자리에는 베를린 관세벽(Akzisemauer)의 할레 문(Hallesches Tor)이 설치되어 있었다. U1/U3 노선이 정차하는 지상 승강장은 1902년 2월 18일, U6 노선이 정차하는 지하 승강장은 1923년 1월 30일에 개업했다.

## 역사

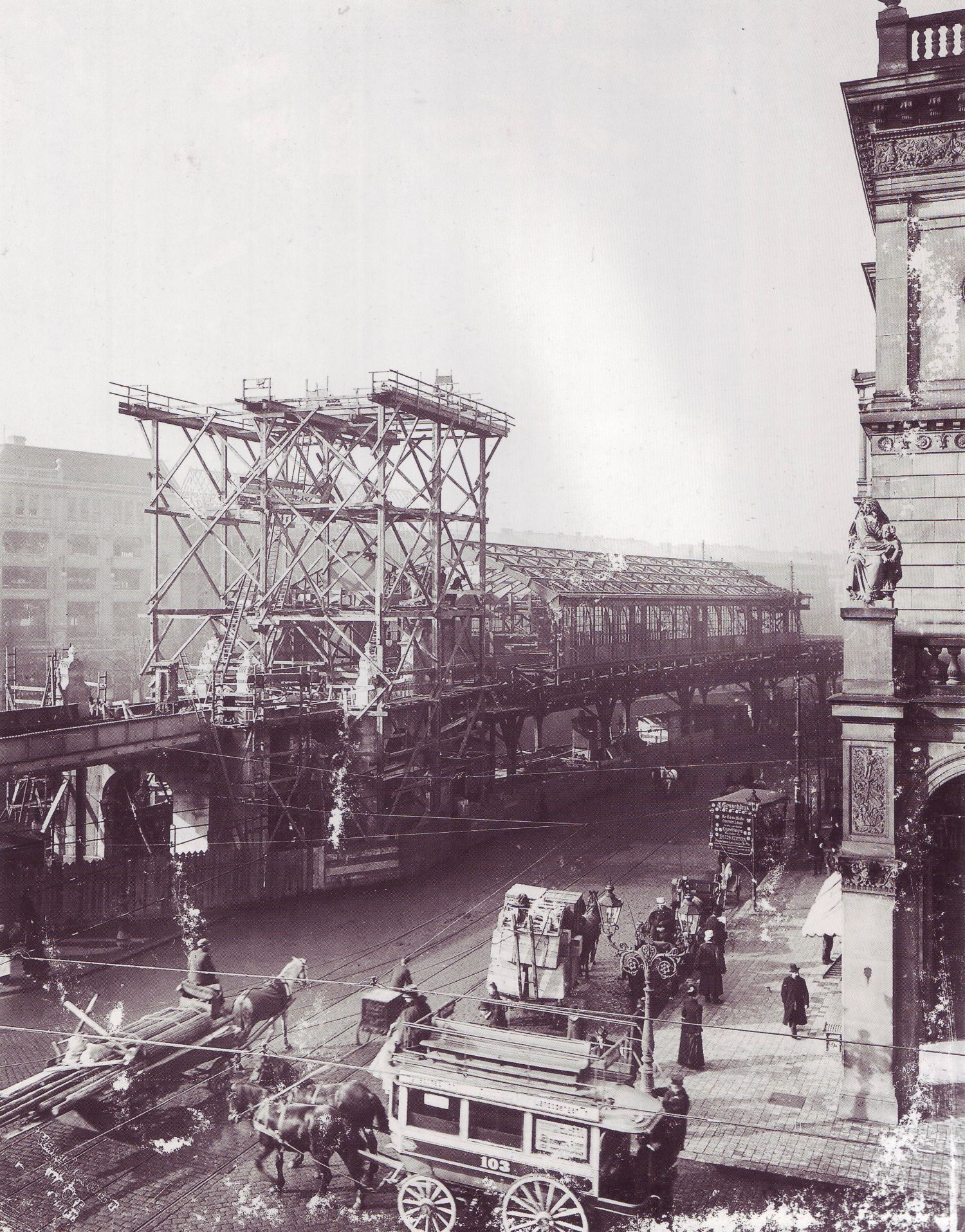
건설 중인 역사, 1901년

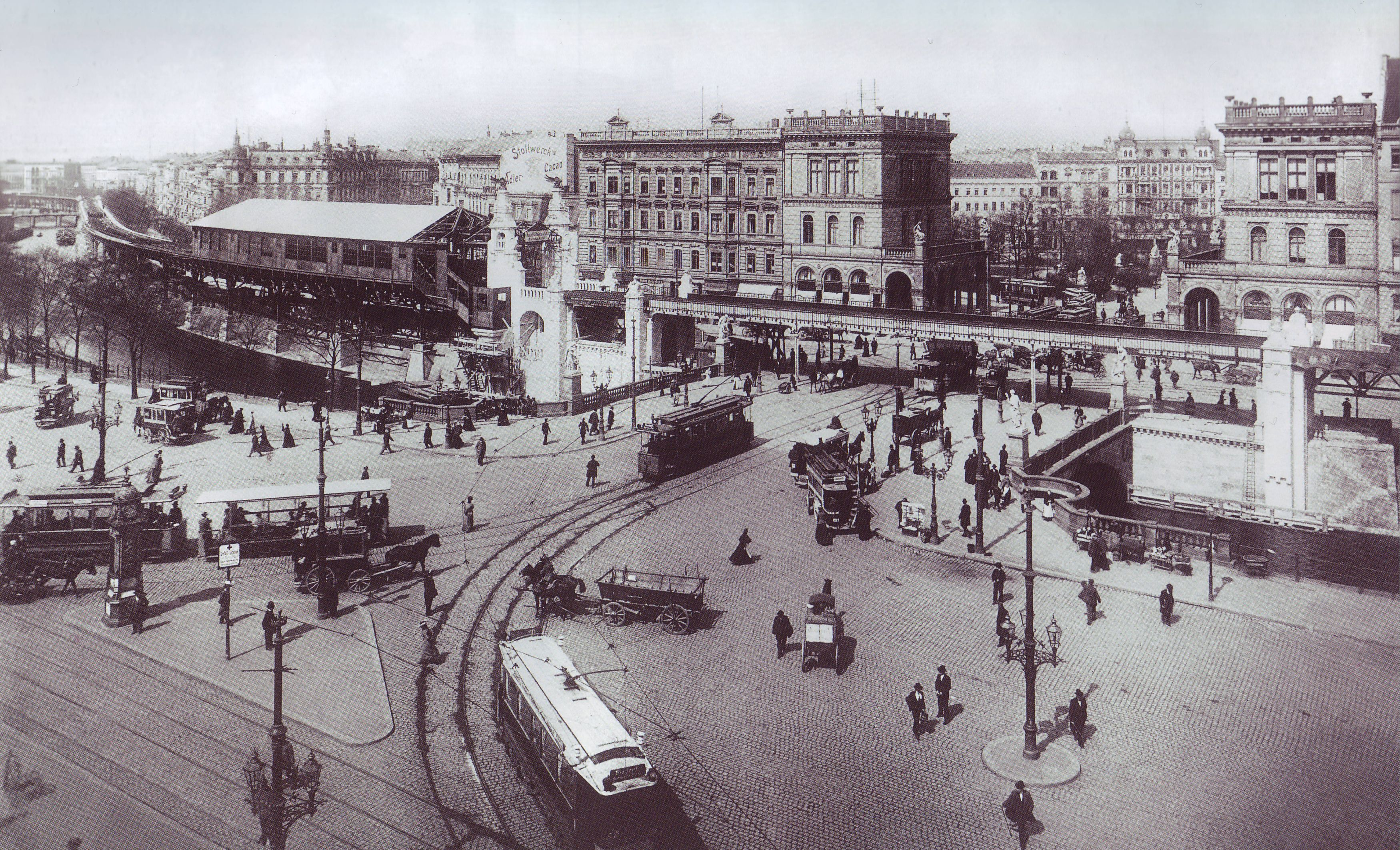
할레 문과 역사, 1901년

1902년 2월 18일 베를린의 첫 도시 철도 노선 개통과 함께 할레셰스 토어역이 영업을 시작했다. 당시에는 동쪽으로 바르샤우어 브뤼케, 서쪽으로 동물원까지 열차가 운행했다. 이 역사는 란트베어운하 북안의 벨알리앙스교(Belle-Alliance-Brücke)에 인접한 곳에 있다. 설계자는 헤르만 졸프(Hermann Solf)와 프란츠 비하르드스(Franz Wichards)였으며, 네오르네상스 건축과 네오바로크 건축을 혼합한 형태로 설계되었다. 건축 자재로는 밝은 색상의 돌을 사용했으며, 역사 출입문 양쪽으로는 작은 탑을 세웠고, 각각 탑에는 호흐반게젤샤프트를 상징하는 날개 달린 바퀴 문장이 부착되었다.
1923년 1월 30일 남북 도시철도 노선의 지하역이 개통되었다. 지하 역사는 발터 쾨펜(Walter Koeppen)이 설계했다. 1902년 건설된 도시 철도 노선과는 달리 처음부터 베를린 시에서 직영했다. 건설 당시에는 환승 통로 건설을 위해서 벨알리앙스교를 재건축해야 했기 때문에 베를린 시에서 초기에는 환승 통로 건설을 거부했다. 개통 이후 승객 수가 증가하면서 1927년과 1935년에 지상역을 6량과 8량 열차가 정차할 수 있도록 증축했다. 상대식 승강장을 철거하는 방향으로 역 전체를 개축하려는 계획도 있었으나, 경제적인 이유로 기각되었다.
제2차 세계 대전 당시 연합군의 베를린 폭격으로 지상역과 지하역 모두가 피해를 입었으며, 전력 부족으로 인해서 1945년 4월부터 전체 노선 운행이 중단되었다. 1945년 7월 4일 지하역이 부분 복구되었으며, 복구 초기에는 메링담역과의 셔틀 운행만 진행되었다. 지상역은 피해가 더 컸기 때문에 1945년 10월에 목재 임시 승강장을 양방향 모두에 설치했다. 1949년 10월 2일 역사가 기존 형태로 완전히 복구되면서 열차 운행이 정상화되었다.
1975년/1976년에는 지하 역사가 개보수되었다. 장편성 열차 정차를 위해서 승강장 길이가 80 m에서 110 m로 연장되었다. 과거에 지하 역사 외벽은 흰색이었고, 그 위에 파란 금속판과 빨간 역명판으로 마감되었다. 승강장 통제실은 보색인 주황색으로 칠해져 있었다. 역 북쪽으로는 단선 인상선이 설치되었다.
2010년까지 엘리베이터 설치가 예정되어 있었다. 2013년 말에는 2015년까지 엘리베이터 설치를 계획했으며, 예산으로 730만 유로를 배정했다. 동선 확보를 위해서는 U1 상행, U1 하행, U6 방면으로 총 3개의 엘리베이터가 설치되어야 했다. 지상에서 U1 양방향으로 진입하는 엘리베이터는 2014년 말에 영업을 시작했으며, 설치 비용은 360만 유로가 소요되었다. U6 승강장의 엘리베이터 설치는 2017년으로 계획되었으며, 170만 유로의 예산이 배정되었다. 2017년 5월 15일 지상에서 U6 승강장으로 연결되는 엘리베이터가 영업을 시작했으며, 메링플라츠 방면 경사로 설치에 90만 유로가 소요되었다. 이 과정에서 점자 블록 설치와 승강장 높이 조정도 같이 이루어졌다.
빌리 브란트 하우스, 빌헬름슈트라세(Wilhelmstraße), 메링담(Mehringdamm) 방면으로 이동 거리를 줄일 수 있도록 지상 승강장에서 추가 출구의 설치가 계획되어 있다.

## 인접 철도역
| 베를린 지하철 1호선              | 베를린 지하철 1호선 | 베를린 지하철 1호선                     |
| -------------------------------- | ------------------- | --------------------------------------- |
| 뫼케른브뤼케 울란트슈트라세 방면 | U1                  | 프린첸슈트라세 바르샤우어 슈트라세 방면 |
| 베를린 지하철 3호선              |                     |                                         |
| 뫼케른브뤼케 크루메 랑케 방면    | U3                  | 프린첸슈트라세 바르샤우어 슈트라세 방면 |
| 베를린 지하철 6호선              |                     |                                         |
| 코흐슈트라세 알트테겔 방면       | U6                  | 메링담 알트마리엔도르프 방면            |